# شکربوته گندیده‌برگ
شکربوته گندیده‌برگ (نام علمی: Protea susannae) نام یک گونه از سرده شکربوته‌ها است.